# كويني توماس
كويني توماس (بالإنجليزية: Queenie Thomas)‏ ممثلة ويلزية بريطانية، ولدت في كارديف ، ويلز ، في 18 يونيو 1898 ، وتوفيت في 11 أكتوبر 1977 في إنجلترا. كانت متزوجة من المخرج البريطاني بيرترام فيليبس .

## روابط خارجية
- كويني توماس على موقع IMDb (الإنجليزية)
- كويني توماس على موقع أول موفي (الإنجليزية)
- كويني توماس على موقع قاعدة بيانات الفيلم (الإنجليزية)
- كويني توماس على موقع كينوبويسك (الروسية)